# William Vickrey
William Spencer Vickrey (ur. 21 czerwca 1914 w Victorii, zm. 11 października 1996 w Harrison) – amerykański ekonomista postkeynesowski pochodzenia kanadyjskiego, laureat Nagrody Banku Szwecji im. Alfreda Nobla w dziedzinie ekonomii w 1996 roku (wraz z Jamesem Mirrleesem), za badania sytuacji ekonomicznych, których uczestnicy dysponują informacjami asymetrycznymi (tzw. ekonomiczna teoria bodźców).
W latach 1937–1947 pracował jako doradca podatkowy na Uniwersytecie Columbia, od 1958 był tam profesorem. Członek Narodowej Akademii Nauk w Waszyngtonie. Opracował zasady przeprowadzania aukcji, nazwanej jego nazwiskiem (jest to tzw. system Vickreya). Podczas aukcji tego typu oferenci składają propozycje w zamkniętych kopertach, a zwycięzcą zostaje ten, który złożył najwyższą ofertę, ale płaci cenę niższą, zgłoszoną przez następnego z kolei uczestnika aukcji.
Trzy dni po ogłoszeniu przyznania mu Nagrodę Banku Szwecji im. Alfreda Nobla zasłabł i zmarł na atak serca.